# Nikolai Uliánov
Nikolai Uliánov foi o pai de Ilia Uliánov e logo avô paterno de Vladimir Lenin. Era filho de um servo. Trabalhou como alfaiate em Astrakan, no Volga. Era em parte de origem kalmiquicha (e sua mulher Anna, completamente) (Lenine tinha feições claramente típicas dos mongóis) e isso era inconveniente para um regime estalinista e foi silenciado pelas autoridades estalinistas (este povo foi sujeito a violentas perseguições e deportações).